# Cycas aculeata
Cycas aculeata — вид саговниковых рода Cycas, растут они во Вьетнаме, являясь эндемиком (вид живущий или растущий только в определённой местности), на перевале Хайван.
Подземный стебель короткий, диаметром 15-18 см, на котором от 6 до 23 листов. Листья 1,8 до 2,5 метров, перистые, со 100—150 листочками и несколькими прикорневыми колючками; они глянцевые темно зелёные, но сначала покрыты оранжевым опушением, которое потом сотрётся. Листочки 35-52 см длиной и 13-19 мм шириной, базальные колючки.
Название происходит от латинского aculeatus, что переводится как «колючий», действительно имеет короткие выступающие шипы вдоль черешка (листового стебля). Стебли обычно слегка эмерджентные со стволом 6 дюймов в диаметре. Эмерджентные листья ярко-оранжевые и с возрастом становятся тёмно-зелёными, чем-то похожими на Zamia integrifolia.
Мужские шишки одиночные, 15—20 см длиной и 4—6 см в диаметре; женские шишки не описаны.

## Среда обитания
Этот саговник является одним из ряда родственных подземных видов, произрастающих в Юго-Восточной Азии. Наиболее тесно связан с Cycas balansae, об этом саговнике известно мало. Он растет в глубоких суглинках над гранитом во внутренних лесах Вьетнама. Во время войны во Вьетнаме распыление гербицидов и массовые бомбардировки, возможно, серьёзно нарушили естественную среду обитания растения и, возможно, убили многие растения.

## Список литературы
Красный список угрожаемых видов растений МСОП.